# Silence (álbum de Sonata Arctica)
Silence es el segundo álbum de estudio de la banda de power metal finlandesa Sonata Arctica, lanzado en 2001 a través de Spinefarm Records. Es el álbum de estudio único que incluye el tecladista Mikko Härkin, quien dejó la banda por razones personales Antes de que Winterheart's Guild fuera grabado.
El vocalista Tony Kakko reclama que Silence tiene un sonido más característico que su álbum anterior, describiéndolo el álbum como más "maduro" y más del estilo de Sonata Arctica que Ecliptica. El álbum también tiene un ajuste más emocional que su álbum anterior.
Además, Timo Kotipelto (vocalista de la banda de power metal Stratovarius) canta en este álbum.

## Lista de canciones
1. ...Of Silence (1:17)
2. Weballergy (3:51)
3. False News Travel Fast (5:18)
4. The End Of This Chapter (7:01)
5. Black Sheep (3:42)
6. Land Of The Free (4:24)
7. Last Drop Falls (5:13)
8. San Sebastian (Revisited) (4:37)
9. Sing In Silence (3:51)
10. Revontulet (1:32)
11. Tallulah (5:20)
12. Wolf & Raven (4:15)
13. The Power Of One (10:01)
14. Respect The Wilderness "Bonus Track Japonés" (3:51)

## Integrantes
- Tony Kakko – vocalista, teclado
- Jani Liimatainen – guitarra
- Marko Paasikoski – bajo
- Tommy Portimo – batería
- Mikko Härkin – teclado